# Nicolas Bouleau
Pour les articles homonymes, voir Bouleau (homonymie).
Nicolas Bouleau, né le 20 mai 1945 à Paris, est un mathématicien français, essayiste dans les domaines de la connaissance et de l'environnement.

## Biographie
Après des études secondaires au lycée Lakanal et des classes préparatoires au lycée Saint-Louis, Nicolas Bouleau est admis en 1965 à l’École Polytechnique dont il sort dans le corps des Ponts et chaussées. En même temps que l'école d'application, il engage des études d'architecture qu'il conduit jusqu'au DPLG. Son diplôme est une analyse sociologique et une proposition de rénovation du quartier Alma-gare à Roubaix. Il participe quelques années (1970-75) au démarrage des villes nouvelles françaises en tant que collaborateur de Jean-Eudes Roullier. Compte tenu de la faible influence de ses idées sur la rénovation de Roubaix, et à la suite d'un entretien décisif avec Laurent Schwartz, il se tourne vers la recherche en mathématiques. Il soutient sa thèse d’État en 1981 et fonde avec le soutien de Laurent Schwartz et de Pierre Veltz le centre de recherche en mathématiques de l’École des Ponts et chaussées qu'il dirige pendant une dizaine d'années. Durant cette période, il participe au courant de l'école française de probabilités dans le sillage de Paul-André Meyer, il appartient au groupe de théorie du potentiel et il est membre du comité de la Société Mathématique de France de 1985 à 1989. Parallèlement il publie divers essais dans les domaines de l'environnement, de la psychanalyse, et de la philosophie des sciences qu'il enseigne à l'université Paris-Est et à Sciences-Po.
Nicolas Bouleau est ingénieur général du corps des IPEF, il est depuis 2012 professeur émérite de l’École des Ponts ParisTech.

## Recherches mathématiques
En 1969 il dégage une convergence nécessaire et suffisante pour qu’une suite de fonctions continues converge vers une fonction continue. Dans les années 1980, alors que les méthodes de modélisation et de simulation informatique se développent avec l'essor de l'informatique, il contribue aux travaux sur l'accélération des méthodes de Monte Carlo, son manuel Probabilités de l'ingénieur est un des premiers à introduire ces notions. Avec Marc Yor il dégage une propriété remarquable de la théorie du temps local de Paul Lévy. En mathématiques financières il donne, avec Damien Lamberton (1989), une formule quantifiant les risques résiduels des couvertures dans les marchés incomplets. Mais c'est par la théorie des formes de Dirichlet qu'il apporte, en collaboration avec Francis Hirsch, les avancées les plus marquantes en montrant notamment que cette théorie permet d'obtenir des résultats de régularité des solutions d'équations différentielles stochastiques sous des hypothèses lipschitziennes plus faibles que le calcul de Malliavin classique. Bouleau est aussi l'auteur d'une théorie de la propagation des erreurs dans les modèles complexes grâce à laquelle les calculs de sensibilité prennent sens dans les modèles probabilistes. Ses travaux récents, en collaboration avec Laurent Denis, portent sur l'espace de Poisson.

## Travaux en économie
Les principales idées que Bouleau avance en économie tirent leur origine de la finance et plus particulièrement de la théorie de l'arbitrage. Ce sont les suivantes :
1. À cause de la mise en place des marchés financiers et de leur importance mondiale, l’économie néolibérale obscurcit l’information de l’état de la planète. La volatilité empêche que les prix jouent le rôle de signal-prix[13].
2. Lorsqu’une ressource non renouvelable devient rare, son prix de marché ne tend pas à augmenter comme on le croit d'ordinaire, ce qui augmente c’est la volatilité du prix. Il a introduit et montré le rôle central du paradigme de martingale positive tendant vers zéro[14].
3. Il critique aussi l'extension de la quantification par l'analyse coût-bénéfice ainsi que la notion de service éco-systémique[15], et insiste sur la dimension interprétative des risques[16].

## Philosophie des sciences et environnement
Bouleau considère que modéliser c'est parler un langage étendu d'usage plus large que ce que la science ambitionne comme connaissance collective. Il étudie dans La modélisation critique comment construire des contre-modélisations qui contribuent à amender et enrichir l'appréhension des problèmes sous un jour pluraliste.
Il défend l'idée que les modèles économiques prospectifs exprimés en termes de prix ne peuvent être que des modèles commentaires avec cet aspect paradoxal que leur pertinence est conditionnée par leur faible influence sur les acteurs des marchés.

En ce qui concerne les effets de la science par la technique, il dénonce ce qu'il appelle "l'attitude scientifique minimale" qui consiste à esquiver toute forme d'engagement du sujet de l'énoncé scientifique. Il voit cette attitude comme un des avatars du positivisme qui nuit à la prise en compte de l'avenir. Il prône au contraire un développement de l'activité scientifique dans une direction différente de celle du positivisme où l'interprétation et le pluralisme ont une place essentielle.

## Ouvrages publiés

### Mathématiques
- Probabilités de l'ingénieur, variables aléatoires et simulation, Hermann, 2002, nouvelle édition (1re éd. 1986), 385 p.  (ISBN 2705664394)
- Processus stochastiques et applications, Hermann, 2000, nouvelle édition (1re éd. 1988), 280 p.  (ISBN 2705664068)
- Dirichlet forms and analysis on Wiener space en collaboration avec Francis Hirsch, De Gruyter, 1991.  (ISBN 3110129191)
- Numerical methods for stochastic processes en collaboration avec Dominique Lépingle, Wiley and Sons, 1994.  (ISBN 978-0471546412)
- Error Calculus for Finance and Physics, the Language of Dirichlet Forms, De Gruyter, 2003.  (ISBN 3110180367)
- Dirichlet Forms Methods for Poisson Point Measures and Lévy Processes en collaboration avec Laurent Denis, Springer, 2015.  (ISBN 9783319258188)
- Théorie des erreurs, 460 pages, Cassini - Spartacus IDH, 2019.  (ISBN 978-2-36693-062-7)
- The Mathematics of Errors, 448 pages, Springer Nature, 2021.  (ISBN 978-3-030-88574-8)

### Économie
- Martingales et marchés financiers, O. Jacob, 1998.  (ISBN 2738105424)[21]
- Mathématiques et Risques financiers, O. Jacob, 2009.  (ISBN 978-2738122858)
- Teeth of the Market, How Neoliberal Economy Obscures Information about the State of the Planet, Kindle edition, 2013. (ASIN B00EJNOFKU)
- Wall Street ne connaît pas la tribu borélienne et autres essais aux frontières de la pensée stochastique, Spartacus IDH, 2017.  (ISBN 9782366930245), [lire en ligne].
- Le mensonge de la finance : les mathématiques, le signal-prix et la planète, Editions de l'Atelier, 2018.  (ISBN 9782708245556)

### Philosophie des sciences et environnement
- Cinq conférences sur l'indécidabilité, en coll. avec J-Y. Girard et A. Louveau, Presses de l’École des Ponts, 1983.  (ISBN 2859780556)
- Dialogues autour de la création mathématique en coll. avec Laurent Schwartz, Gustave Choquet, Paul Malliavin, Paul-André Meyer, David Nualart, Nicole El Karoui, Richard Gundy, Masatoshi Fukushima, Denis Feyel, Gabriel Mokobodzki, Association Laplace-Gauss, 1997,  (ISBN 2951148518), rééd. Spartacus IDH, 2015,  (ISBN 9782366930085), [lire en ligne].
- Philosophies des mathématiques et de la modélisation, du chercheur à l'ingénieur, L'Harmattan, 1999.  (ISBN 2738481256)
- La règle, le compas et le divan, Le Seuil, 2002.  (ISBN 2020499991)
- Risk and Meaning, Adversaries in Art, Science and Philosophy, Springer, 2011.  (ISBN 978-3642176470)
- La modélisation critique, Quae, 2014.  (ISBN 978-2759221998)
- Introduction à la philosophie des sciences, Spartacus IDH, 2017.  (ISBN 9782366930245), [lire en ligne].
- Penser l'éventuel. Faire entrer les craintes dans le travail scientifique Quae, 2017.  (ISBN 978-2-75922-546-0)
- Science nomologique et science interprétative, connaissance de l’environnement, ISTE Editions, 2018.  (ISBN 9781784053321)
- Ce que Nature sait. La révolution combinatoire de la biologie et ses dangers, PUF, 2021.  (ISBN 9782130826989)
- La biologie contre l'écologie ? Le nouvel empirisme de synthèse, Spartacus-idh, 2022, 151 p.  (ISBN 978-2-36693-112-9)
- Science et prudence. Du réductionnisme et autres erreurs par gros temps écologique, avec Dominique Bourg, PUF, 2022, 213 p.  (ISBN 978-2-13-083769-5)
- Le hasard et l'évolution, PUF, 2024, 228 p.  (ISBN 978-2-13-086912-2)

## Articles de presse
- Fuite en avant avec Bernard Walliser, Le Monde des Débats, juillet-août 1994.
- Kerviel, cas isolé ou cas générique ? avec Jean-Michel Beacco, Les Échos, 8 oct. 2010.
- Le développement durable, une idée vague qui a caché les difficultés avec Dominique Bourg, Le Huffington Post, 21 juin 2012.
- Finalement le petit SARS-CoV-2 nous invite à une remise en cause drastique avec Alain Grandjean, Le Monde, 21 fév. 2021.
- Plus la planète se dégrade, plus il est politiquement payant de dénier la situation avec Dominique Bourg, Le Monde, 24 août 2024.

## Distinctions
- Prix Salverte décerné par la Société d'encouragement pour l'industrie nationale (1990).
- Prix Montyon de l'Académie des sciences (1994).
- Prix Turgot 1998 du meilleur livre d'économie financière et prix FNAC Arthur-Andersen 2000 du livre d'entreprise pour l'ouvrage Martingales et marchés financiers.